# Козеано
Козеа̀но (на италиански: Coseano; на фриулски: Cosean, Козеан) е село и община в Северна Италия, провинция Удине, автономен регион Фриули-Венеция Джулия. Разположено е на 121 m надморска височина. Населението на общината е 2262 души (към 2010 г.).